# William Juxon
William Juxon (1582 - 4 de junho de 1663) foi um clérigo britânico. Foi escolhido para bispo de Hereford em 1632, mas nunca tomou posse, tendo sido entretanto nomeado bispo de Londres (1633). Em 1660 tornou-se o 77.º arcebispo da Cantuária.